# آن روزها (فیلم ۲۰۰۷)
آن روزها (به انگلیسی: Those Days) و (به کنادا: Aa Dinagalu) فیلمی هندی محصول سال ۲۰۰۷ و به کارگردانی کی. ام چایتانیا است. در این فیلم بازیگرانی همچون چتان کومار، شارات لوهیتاساوا، اشیش ویدیارتی، آتول کولکارنی، ودا ساستری و گیریش کارناد ایفای نقش کرده‌اند.